# Ich hab’ Ehrfurcht vor schneeweißen Haaren
Ich hab Ehrfurcht vor schneeweißen Haaren (niederl. Ik heb eerbied voor jouw grijze haren) ist ein Schlager, der im Jahr 1959 von Bobbejaan Schoepen geschrieben und komponiert wurde.

## Inhalt
Der Schlager ist ein Langsamer Walzer und besingt den Respekt am Lebenswerk älterer Menschen.

## Geschichte
Die ursprüngliche Version von Schoepen mit dem Titel Grijze Haren in niederländischer Sprache war damals ein Nummer-10-Hit in Belgien. Das Lied wurde auch erfolgreich von anderen Künstlern herausgebracht. Im Sommer 1963 stand das Lied auf dem zweiten Platz in den niederländischen Top-40; insgesamt 350.000 Exemplare wurden in der Fassung von Gert Timmerman verkauft, der hierfür eine goldene Schallplatte bekam, und eine Platinplatte aus den Händen von Louis Armstrong.
Deutsche Fassungen wurden unter anderem von Camillo Felgen (1963), James Last und Heino (1971) veröffentlicht.
Am 3. Dezember 2009 wurde die ursprüngliche Version von Bobbejaan Schoepen in die „Ehrengalerie“ von Radio 2 der VRT und SABAM (Belgien) aufgenommen.